# Australasia ai Giochi della V Olimpiade
L'Australasia partecipò ai Giochi della V Olimpiade che si sono svolti a Stoccolma dal 5 maggio al 27 luglio 1912, con una delegazione di 25 atleti impegnati in quattro discipline.